# Peter Hartenbeck
Peter Hartenbeck spanisch: Pedro Ardebeco (* um 1550 in Schwäbisch Gmünd; † 20. April 1616 in Hall in Tirol) war Münzgraveur (Stempelschneider) und Medailleur der Spätrenaissance und des Frühbarock.

## Leben
Hartenbeck wurde um 1550 in der kaisertreuen katholischen Freien Reichsstadt Schwäbisch Gmünd geboren. Wie bei fast allen damaligen Münzgraveuren ist auch hier davon auszugehen, dass er seine Ausbildung als Gold- bzw. Silberschmied absolvierte. Bedingt durch das katholische Umfeld gab (und gibt) es zahlreiche Goldschmiede in seiner Heimatstadt.

## Tätigkeit für den spanischen König
Später zog es ihn in die reiche Fugger- und Handelsstadt Augsburg. Hier wurde er im Juni 1584 von einer hochrangigen Delegation aus dem Ausland angeworben: Niemand Geringeres als der spanische König Philipp II., Herrscher über ein Weltreich, das damals auf dem Gipfel seiner Macht stand, wollte über eine neuartige Erfindung aus dem deutschsprachigen Raum verfügen: riesige durch Wasserkraft angetriebene mühlwerkartige Maschinen – die ersten Münzprägemaschinen überhaupt.
Hartenbeck wurde angeworben, weil er einer der Ersten war, der eine hierfür notwendig gewordene neuartige Gravurtechnik beherrschte. Die leistungskräftigste dieser Maschinen (sogenannte Walzenprägewerke) stand damals in Hall in Tirol bei Innsbruck. Von daher sollte auch dort in Tirol eine weitere für Spanien bestimmte Maschine gebaut und auf die Iberische Halbinsel überführt werden – mitsamt den ausgewählten Technikern und Münzern um Hartenbeck, die quasi „auf Montage“ mitgeschickt wurden.
Im Oktober 1584 machte man sich mit der zweieinhalb Tonnen schweren Maschine auf den langen und gefährlichen Weg nach Spanien. Es ging von Tirol mit Lastpferden mitten im Winter über die Alpen, durch die norditalienische Tiefebene, von der Hafenstadt Genua per Galeere über das Mittelmeer nach Nizza und Barcelona und von dort mit zehn Planwagen landeinwärts durch Spanien. Während der gesamten Reise mussten sie sich durch unwegsames Gelände, Pestzonen, Stürme, Intrigen und Banditengebiete schlagen. Der Trupp verlor dabei auf dramatische Weise insgesamt zwei Mann. Nach acht Monaten erreichte der Konvoi schließlich seinen Zielort Segovia in Zentralspanien.

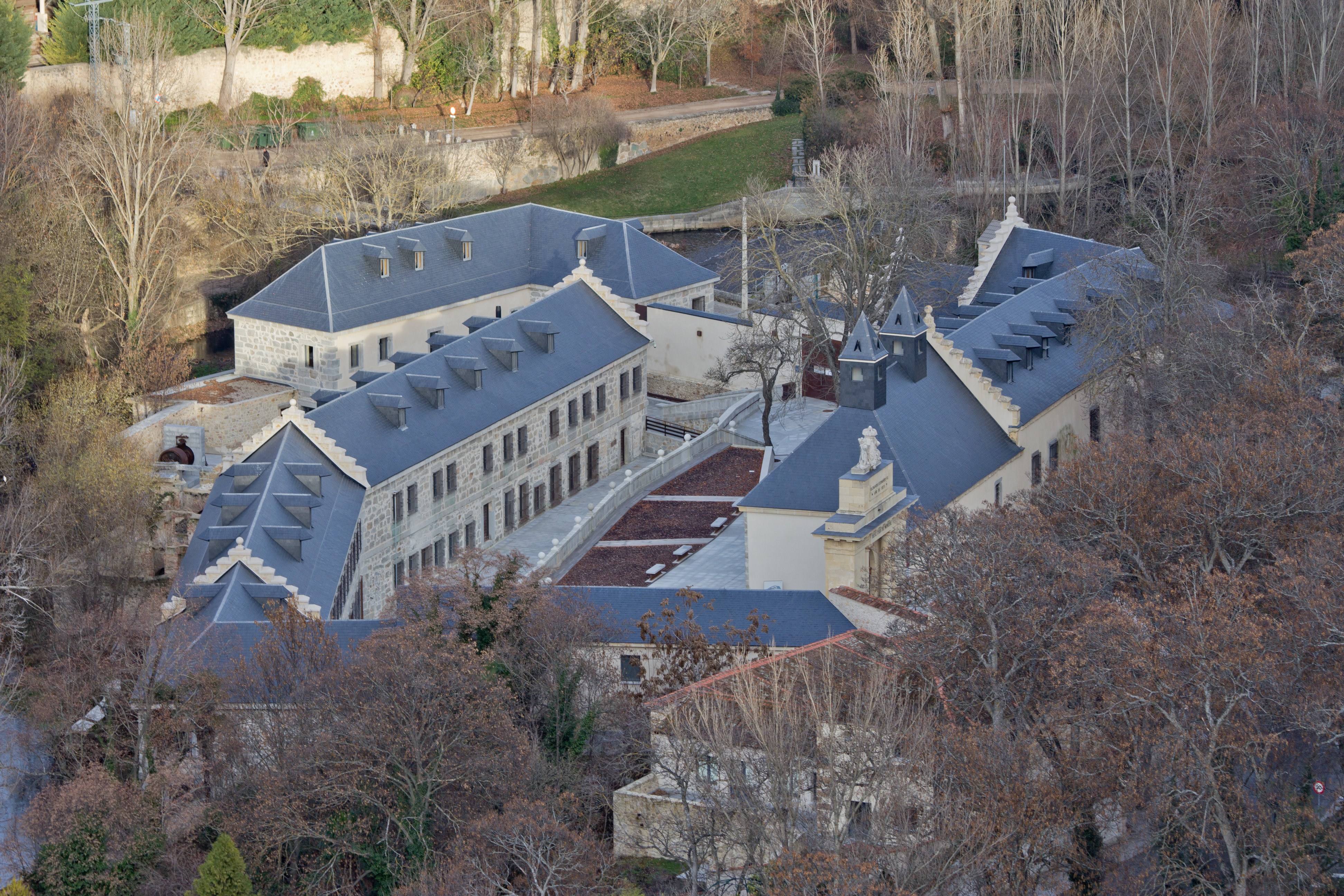
Münzstätte in Segovia

Die Münzer aus Schwaben und Tirol installierten dort in einer umgebauten Mühle am Fluss das wasserkraftgetriebene Walzenprägewerk und fertigten dort die ersten modernen maschinengeprägten Münzen des gesamten spanischen Weltreichs an. Hartenbeck war hierbei zuständig für die Gravur, er schnitt die Motive auf die Prägewalzen. Geprägt wurden hauptsächlich 2-, 4- und die berühmten 8-Reales-Stücke. Diese auch „spanische Taler“ genannten Münzen stellten seinerzeit generell eine Art weltweite Leitwährung dar.
Nachdem der spanische König Philipp II. seine modernste Münzstätte Segovia auch höchstpersönlich besucht hatte, lief die maschinelle Produktion auf vollen Touren an. Angeliefert und verprägt wurde Silber aus den spanischen Überseekolonien, vor allem aus Peru und Mexiko. Die Münzer und das Walzenprägewerk waren für das Imperium ein großer Erfolg; die Münzstätte Segovia wurde für nahezu alle anderen spanischen Münzstätten ein technisches Vorbild.

### Tätigkeit in Tirol
Hartenbeck kehrte nach zehn Jahren als Einziger seiner zehn mit in die Ferne gezogenen Kameraden wieder zurück. 1595 wurde er zum offiziellen Münzgraveur der renommierten Münzstätte Hall in Tirol ernannt. Hier fertigte er hauptsächlich Taler (und Mehrfachtaler) für Erzherzog Ferdinand II., Kaiser Rudolf II. und den Hochmeister des Deutschen Ritterordens Erzherzog Maximilian III. an.
Auch stammen einige Medaillen auf die kaiserlichen Siege in Ungarn gegen die Türken im „Langen Türkenkrieg“ (1593–1606) aus seiner Hand.
Der Stempelschneider war insgesamt dreimal verheiratet; von den Nachkommen sollte ihn nur seine Tochter Margaretha aus zweiter Ehe überleben.
Bis zu seinem Tode 1616 arbeitete er in der Haller Münzstätte. Dort befindet sich heute ein modernes Münzmuseum mit einer  voll funktionsfähigen Rekonstruktion eines solchen Walzenprägewerks. Hall in Tirol hat sich mit seiner Münzstätte (gleichsam „Geburtsstätte“ des Talers) und seiner Altstadt im Jahre 2014 als UNESCO-Weltkulturerbe beworben.
Hartenbecks alter Arbeitsplatz in Segovia trägt den Titel „Ältestes noch existierende industrielle Gebäude Spaniens“. Die alte Münzstätte beinhaltet nach Abschluss der Renovierungsarbeiten 2012 ebenfalls ein münztechnisches Museum samt einem Kulturzentrum. Die Anlage ist integraler Bestandteil der Altstadt von Segovia, die seit 1985 zum UNESCO-Weltkulturerbe gehört.
Hartenbeck zählt zu den künstlerisch herausragendsten, einflussreichsten und technisch fortschrittlichsten Münzgraveuren seiner Zeit.